# 杨真崇
杨真崇（安德‧金昌，Bishop Andrés Chinchón, O.P.1838年2月14日—1892年）西班牙多明我会传教士、福建南境宗座代牧区首位宗座代牧(1883 – 1892)。
1838年2月14日，杨真崇出生于西班牙托利多省的奥甘亚镇。1860年2月23日晋升神父。1861年抵达马尼拉，而后被派往台湾传教，任台湾区会长。
1883年12月11日，杨真崇被任命为福建南境宗座代牧区首位厦门宗座代牧(1883– 1892) ，领 Rosalia 主教衔（1883-1892）。1884年4月27日举行祝圣仪式。
1892年5月1日，杨真崇去世，享年54岁。